# Cratere Le Guin
Le Guin è un cratere sulla superficie di Mercurio.